# Волтурино
Волтурѝно (на италиански: Volturino, на местен диалект Vuterìne, Вутерине) е село и община в Южна Италия, провинция Фоджа, регион Пулия. Разположено е на 735 m надморска височина. Населението на общината е 1800 души (към 2010 г.).